# Ruslan Murašov
Ruslan Nikolaevič Murašov (in russo Руслан Николаевич Мурашов?; Voskresensk, 29 dicembre 1992) è un pattinatore di velocità su ghiaccio russo.

## Palmarès

### Mondiali distanza singola
- 5 medaglie:
  - 1 oro (500 m a Inzell 2019);
  - 2 argenti (500 m a Kolomna 2016; 500 m a Salt Lake City 2020);
  - 2 bronzi (500 m a Gangneung 2017; sprint a squadre a Inzell 2019).

### Europei
- 3 medaglie:
  - 2 ori (sprint a squadre a Kolomna 2018; sprint a squadre a Heerenveen 2020);
  - 1 bronzo (500 m a Heerenveen 2020).

### Coppa del Mondo
- Miglior piazzamento nella Grand World Cup: 15º nel 2015.
- Miglior piazzamento nella Coppa del Mondo 500 m: 2º nel 2016 e nel 2017.
- Miglior piazzamento nella Coppa del Mondo 1000 m: 23º nel 2017.
- 20 podi (17 individuali, 3 a squadre):
  - 7 vittorie (tutte individuali);
  - 7 secondi posti (6 individuali, 1 a squadre);
  - 6 terzi posti (4 individuali, 2 a squadre).